# Maybe It's Love
Maybe It's Love es una película estadounidense dirigida por William A. Wellman en 1930

## Argumento
Tommy Nelson (James Hall), quiere entrar en el equipo de Fútbol Americano de una Universidad. Aun siendo un as del fútbol e hijo de un exalumno acaudalado, el presidente Sheffield (George Irving) lo rechaza debido a su mala reputación, tras lo cual el padre retira su apoyo financiero y le prohíbe pisar el campus.
Tommy, enamorado de Nan (Joan Bennett), hija de Sheffield, consigue entrar en la Universidad llevando al equipo a la victoria.

## Curiosidades
- Los jugadores del equipo eran verdaderas estrellas del Fútbol Americano: Bill Banker (Tulane University), Russell Saunders, (University of Southern California), Tim Moynihan (Notre Dame University), Red Sleight (Purdue University), George Gibson (Minnesota University), Ray Montgomery (University of Pittsburg), Otto Pommerening (University of Michigan), Kenneth Haycraft (Minnesota University), Wear Schoonover (University of Arkansas), Howard Harpster (Carnegie Tech), Paul Scull Himself (University of Pennsylvania).

- La película también fue conocida con el título "Eleven Men and a Girl"